# Гуцисько (Велицький повіт)
Гуцисько (пол. Hucisko) — село в Польщі, у гміні Ґдув Велицького повіту Малопольського воєводства.
Населення — 219 осіб (2011).

## Демографія
Демографічна структура станом на 31 березня 2011 року:
|          | Загалом | Допрацездатний вік | Працездатний вік | Постпрацездатний вік |
| -------- | ------- | ------------------ | ---------------- | -------------------- |
| Чоловіки | 111     | 31                 | 72               | 8                    |
| Жінки    | 108     | 29                 | 64               | 15                   |
| Разом    | 219     | 60                 | 136              | 23                   |